# Hypecoum littorale
Hypecoum littorale é uma espécie de planta com flor pertencente à família Papaveraceae. Trata-se de uma espécie terófita cujos habitats preferenciais são zonas de areal junto à orla marítima, dando-se a sua floração entre Março e Maio.
A espécie foi descrita por Franz Xaver von Wulfen e publicada em Collectanea 2: 205, no ano de 1788.
Não se encontra protegida por legislação portuguesa ou da Comunidade Europeia.
Em Portugal, no âmbito no Plano Sectorial da Rede Natura 2000, esta espécie é referida no habitat numerado 2230, Dunas com prados de Malcolmietalia, designação portuguesa proposta: areias costeiras com prados anuais oligotróficos, mais precisamente no subtipo 2230pt1, dunas costeiras com prados anuais oligotróficos, no qual, a nível de caracterização, pode ocorrer com outras espécies como Silene colorata, Pseudorlaya pumila, Erodium laciniatum, Linaria munbyana var. pygmaeae, Ononis broteroana, Vulpia fasciculata, Polycarpon diphyllum, Malcolmia ramosissima e Senecio gallicus.

## Distribuição
Pode ser encontrada na Península Ibérica, nomeadamente a Sudoeste e também no Norte de África. Esta espécie ocorre e é nativa de Portugal continental. Não ocorre nos arquipélagos dos Açores e da Madeira.

## Sinonímia
Segundo o The Plant List, esta espécie tem os seguintes sinónimos:
- Hypecoum deuteroparviflorum Fedde
- Hypecoum geslinii Coss. & Kralik

O The Euro+Med PlantBase, aponta ainda como sinónimo: Hypecoum parviflorum Barbey
O EUNIS biodiversity database aponta o seguinte sinónimo: Hypecoum torulosum.